# Serra do Navio
Serra do Navio é um município brasileiro no estado do Amapá, Região Norte do país. Sua população estimada em 2021 era de 5 577 habitantes e a área é de 7 713,046 km².

## História
O município de Serra do Navio foi criado em 1º de maio de 1992, através da lei n.º 007/92.

### Mina de manganês
O primeiro relato da presença de manganês no estado do Amapá veio de um relato do engenheiro Josalfredo Borges, a serviço do Departamento Nacional de Produção Mineral (DNPM), em local indefinido às margens do rio Amapari. Com a criação do território federal, em 1943, a pesquisa despertou o interesse do interventor, o capitão Janary Gentil Nunes, que já em seus primeiros meses de gestão deu ampla publicidade ao relatório de Borges. Para o militar, a mineração seria a base da economia e do desenvolvimento do território, ao invés da pesca e dos produtos tradicionais de extração, como a borracha ou a castanha. Em 1945, ele ofereceu um prêmio em dinheiro para quem fornecesse informações que levassem à identificação de depósitos de minério de ferro. Um comerciante ribeirinho chamado Mário Cruz levou pessoalmente ao interventor algumas pedras escuras e pesadas, que usara como lastro para seu barco, em busca da recompensa prometida. O material foi analisado na sede do DNPM no Rio de Janeiro, pelo engenheiro Glycon de Paiva, que constatou tratar-se de manganês de teor elevado.
O mesmo engenheiro foi à Serra do Navio analisar os depósitos e concluiu haver grande viabilidade comercial, mas recomendou que a exploração fosse feita por uma concessão única, que assim teria mais competitividade no mercado internacional. O interventor aceitou a recomendação de Paiva e convenceu o então presidente Gaspar Dutra a criar, por meio do decreto-lei 9.858/46, uma área de reserva nacional englobando todo o depósito de manganês e conferindo ao território a competência para prospectar e explorar, por meio de concessão. Empresas nacionais e estrangeiras foram convidadas a visitar a região e a apresentarem suas candidaturas à exploração da área. Três empresas responderam o convite: a Companhia Meridional de Mineração (subsidiária brasileira da United States Steel), a Hanna Coal & Ore Corporation, e a Sociedade Brasileira de Indústria e Comércio de Minérios de Ferro e Manganês (ICOMI). A brasileira ICOMI, com sede em Belo Horizonte e atuação em Minas Gerais, foi escolhida pelos nacionalistas brasileiros e venceu a concorrência contra as gigantes estadunidenses. Mas depois de ganhar a concorrência, a necessidade de capital para realizar a prospecção fez a ICOMI associar-se a outra grande companhia estadunidense, a Bethlehem Steel, maior consumidora mundial de manganês. O contrato previa que a ICOMI teria de investir no Amapá pelo menos 20% de seu lucro líquido. Ainda assim, sofreu severas críticas de nacionalistas brasileiros, que faziam objeção à participação de uma firma estrangeira no negócio, do financiamento estrangeiro e do caráter exportador da atividade. O contrato assinado em 1947 previa ainda um perímetro máximo de 2.500 hectares, o equivalente a 0,17% do território do Amapá, e o pagamento de 4 a 5% das receitas totais na forma de royalties ao governo do território.
Além da área de exploração, foi concedida à empresa uma área adicional de 2.300 hectares para a construção de instalações industriais e estações ferroviárias, além de uma vila operária, que daria origem à cidade de Serra do Navio e à vila dos trabalhadores do porto e da ferrovia, que começaram a ser construídas em janeiro de 1957 e ficaram prontas em 1959. Cada vila tinha 330 casas, alojamentos coletivos para solteiros , temporários e visitantes, e prédios coletivos (escolas, hospitais, refeitórios), abrigando até 1.500 pessoas, entre trabalhadores e familiares. A Vila de Serra do Navio foi dotada de ruas largas, postes de concreto para a fiação elétrica e telefônica, calçadas, parques, clubes com piscina, quadras esportivas, restaurante e lanchonete, drenagem de águas das chuvas e tratamento de água e esgoto. Todas as casas tinham mais de 90m² e contavam com saneamento e energia elétrica, proveniente de geradores da ICOMI. No entanto, a reserva esgotou antes do tempo previsto e a empresa deixou o local. Com a saída definitiva da ICOMI e após a instalação do município, a sede passou a ser administrada pela prefeitura, e a administração da cidade tornou-se mais eficiente.
A Vila de Serra do Navio foi tombada pelo IPHAN como Patrimônio Histórico nacional em 2010.
Uma curiosidade que pode explicar o nome da cidade é, segundo os antigos moradores, que o rio que passa em frente à cidade, se observado via aérea, possui a forma de um navio.

## Geografia
De acordo com a divisão do Instituto Brasileiro de Geografia e Estatística vigente desde 2017, o município pertence às Regiões Geográficas Intermediária de Oiapoque-Porto Grande e Imediata de Porto Grande. Até então, com a vigência das divisões em microrregiões e mesorregiões, o município fazia parte da microrregião de Macapá, que por sua vez estava incluída na mesorregião do Sul do Amapá.
Sua fauna é bastante rica. É uma das poucas cidades brasileiras onde ocorre o beija-flor-brilho-de-fogo, uma espécie rara.
Segundo dados do Instituto Nacional de Meteorologia (INMET), referentes ao período de 1981 a 1995, a menor temperatura registrada em Serra do Navio foi de 16,2 °C em 19 de julho de 1982, e a maior atingiu 36,7 °C em junho de 1990, nos dias 26 e 27. O maior acumulado de precipitação em 24 horas foi de 187,3 milímetros (mm) em 16 de fevereiro de 1989. Outros grandes acumulados iguais ou superiores a 100 mm foram 181,6 mm em 18 de fevereiro de 1989, 180,6 mm em 31 de janeiro de 1990, 124 mm em 26 de fevereiro de 1989, 107,4 mm em 27 de fevereiro de 1989, 104 mm em 30 de janeiro de 1990, 102,4 mm em 1 de fevereiro de 1990 e 100,6 mm em 25 de fevereiro de 1989. Fevereiro de 1989, com 1 049,1 mm, foi o mês de maior precipitação.
| Dados climatológicos para Serra do Navio                                                                                                | Dados climatológicos para Serra do Navio | Dados climatológicos para Serra do Navio | Dados climatológicos para Serra do Navio | Dados climatológicos para Serra do Navio | Dados climatológicos para Serra do Navio | Dados climatológicos para Serra do Navio | Dados climatológicos para Serra do Navio | Dados climatológicos para Serra do Navio | Dados climatológicos para Serra do Navio | Dados climatológicos para Serra do Navio | Dados climatológicos para Serra do Navio | Dados climatológicos para Serra do Navio | Dados climatológicos para Serra do Navio |
| Mês | Jan                                      | Fev                                      | Mar                                      | Abr                                      | Mai                                      | Jun                                      | Jul                                      | Ago                                      | Set                                      | Out                                      | Nov                                      | Dez                                      | Ano                                      |
| --- | ---------------------------------------- | ---------------------------------------- | ---------------------------------------- | ---------------------------------------- | ---------------------------------------- | ---------------------------------------- | ---------------------------------------- | ---------------------------------------- | ---------------------------------------- | ---------------------------------------- | ---------------------------------------- | ---------------------------------------- | ---------------------------------------- |
| Temperatura máxima recorde (°C) | 33,5                                     | 33,4                                     | 33,7                                     | 33,1                                     | 32,9                                     | 36,7                                     | 33,7                                     | 34,7                                     | 34,8                                     | 33,7                                     | 35                                       | 34,9                                     | 36,7                                     |
| Temperatura máxima média (°C) | 29,9                                     | 29,5                                     | 30                                       | 30,1                                     | 29,8                                     | 30,2                                     | 30,8                                     | 31,4                                     | 32,2                                     | 32,5                                     | 32,1                                     | 30,8                                     | 30,8                                     |
| Temperatura média compensada (°C) | -                                        | 24,6                                     | 24,9                                     | 25                                       | 24,6                                     | 24,9                                     | 24,9                                     | 25,3                                     | 25,9                                     | 26,2                                     | 26                                       | 25,4                                     | -                                        |
| Temperatura mínima média (°C) | 21,3                                     | 21,7                                     | 21,6                                     | 21,6                                     | 21,8                                     | 21,4                                     | 21,1                                     | 21,4                                     | 21,6                                     | 21,6                                     | 21,4                                     | 21,7                                     | 21,5                                     |
| Temperatura mínima recorde (°C) | 19,3                                     | 19,6                                     | 19                                       | 17,8                                     | 17,2                                     | 16,8                                     | 16,2                                     | 17,2                                     | 18,6                                     | 19                                       | 18                                       | 18,6                                     | 16,2                                     |
| Precipitação (mm) | 238,4                                    | 311,2                                    | 304,6                                    | 273                                      | 282,5                                    | 206                                      | 168,1                                    | 135,1                                    | 81,6                                     | 78,6                                     | 96,4                                     | 167,3                                    | 2 342,8                                  |
| Dias com precipitação (≥ 1 mm) | 22                                       | 21                                       | 22                                       | 22                                       | 24                                       | 20                                       | 18                                       | 15                                       | 10                                       | 9                                        | 11                                       | 17                                       | 211                                      |
| Insolação (h) | 113,2                                    | 92,7                                     | 96,2                                     | 97,7                                     | 121,3                                    | 144                                      | 185,9                                    | 211,7                                    | 221                                      | 234,7                                    | 194,3                                    | 151,7                                    | 1 864,4                                  |
| Fonte: Instituto Nacional de Meteorologia (INMET) (normal climatológica de 1981-2010; recordes de temperatura: 01/04/1981 a 31/07/1995) |                                          |                                          |                                          |                                          |                                          |                                          |                                          |                                          |                                          |                                          |                                          |                                          |                                          |

### Limites
- Oiapoque a norte;
- Calçoene e Ferreira Gomes a leste;
- Porto Grande a sudeste;
- Pedra Branca do Amapari a oeste.

## Organização politico-administrativa
O Município de Serra do Navio possui uma estrutura politico-administrativa composta pelo Poder Executivo, chefiado por um prefeito eleito por sufrágio universal, auxiliado diretamente por secretários municipais nomeados por ele, e pelo Poder Legislativo, institucionalizado pela Câmara Municipal de Serra do Navio, órgão colegiado de representação dos munícipes que é composto por vereadores também eleitos por sufrágio universal.

### Atuais autoridades municipais de Serra do Navio
- Prefeita: Ana Paula Santos Sousa "Paulinha" - MDB (2023/-)[20][21]
- Vice-prefeito: vago.
- Presidente da Câmara: Fausto José dos Santos - PROS (2023/-).[21]

## Serra-naviense ilustres
- Fernanda Takai, cantora, compositora e multi-instrumentista
- Flávia Freire, Jornalista